# Велика Володарка
Велика Волода́рка (рос. Большая Володарка) — присілок у складі Ленінського міського округу Московської області, Росія.

## Населення
Населення — 83 особи (2010; 67 у 2002).
Національний склад (станом на 2002 рік):
- росіяни — 79 %